# Protopin 6-monooksigenaza
Protopin 6-monooksigenaza (EC 1.14.13.55) je enzim koji katalizuje hemijsku reakciju
protopin + + + O2 {\displaystyle \rightleftharpoons } 6-hidroksiprotopin + 
Ovaj enzim pripada familiji oksidoreduktaza, specifično onima koje deluju kao spareni donori, sa O2 kao oksidansom i inkorporacijom ili redukcijom kiseonika. Inkorporisani kiseonik ne mora da bude izveden iz O2, već NADH ili NADPH mogu da budu donor. Sistemsko ime ove klase enzima je protopin, NADPH: kiseonik oksidoreduktaza (6-hidroksilirajuća). Ovaj enzim se isto tako naziva protopin 6-hidroksilaza. On učestvuje u biosintezi alkaloida.

## Literatura
- Tanahashi T and Zenk MH (1990). „Elicitor induction and characterization of microsomal protopine-6-hydroxylase, the central enzyme in benzophenanthridine alkaloid biosynthesis”. Phytochemistry. 29 (4): 1113–1122. doi:10.1016/0031-9422(90)85414-B.
- Nicholas C. Price; Lewis Stevens (1999). Fundamentals of Enzymology: The Cell and Molecular Biology of Catalytic Proteins (Third изд.). USA: Oxford University Press. ISBN 019850229X.
- Eric J. Toone (2006). Advances in Enzymology and Related Areas of Molecular Biology, Protein Evolution (Volume 75 изд.). Wiley-Interscience. ISBN 0471205036.
- Branden C; Tooze J. Introduction to Protein Structure. New York, NY: Garland Publishing. ISBN 0-8153-2305-0.
- Irwin H. Segel. Enzyme Kinetics: Behavior and Analysis of Rapid Equilibrium and Steady-State Enzyme Systems (Book 44 изд.). Wiley Classics Library. ISBN 0471303097.